# Catherine d’Amboise

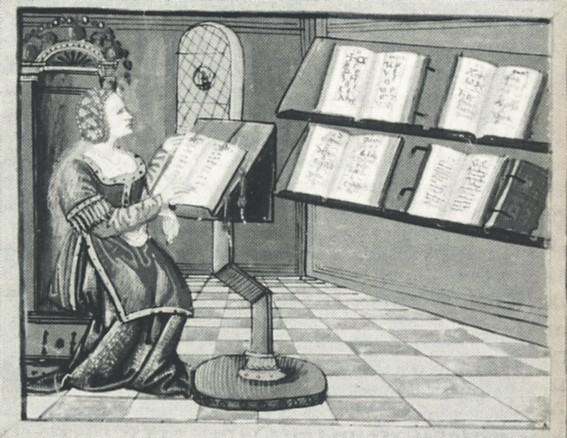
Catherine d'Amboise.

Catherine d’Amboise (* 1482; † 1. Januar 1549) war eine französische Dichterin und Mäzenin.

## Leben
Sie war das jüngste von sechs Kindern von Charles I. d’Amboise, Herr von Chaumont-sur-Loire, und Catherine de Chauvigny, der Schwester von Charles II. d’Amboise, Marschall von Frankreich und Nichte des Kardinals Georges d’Amboise, des Ersten Ministers des Königs Ludwig XII.
Sie heiratete drei Mal:
1. Christophe de Tournon, Herr von Beauchastel, Bailli von Vivarais, Mundschenk Karls VIII., † wohl 1500
2. 1501 Philibert de Beaujeu, Herr von Lignières und Amplepuis, Seneschall von Auvergne, † 1542
3. 1542 Ludwig von Kleve (Louis de Clèves), Graf von Auxerre, † 1545

Nachdem ihr Neffe Georges d’Amboise, Sohn ihres verstorbenen Bruders Charles II., in der Schlacht von Pavia im Februar 1525 gefallen war, erbte sie die gesamten Besitzungen ihrer Familie, Chaumont-sur-Loire, Meillant, Sagonne, Charenton, Ravel, Dampierre und andere. Gleichzeitig holte sie Georges etwa 20-jährigen Halbbruder Michel Bâtard d’Amboise zu sich auf ihr Schloss Lignières bei Bourges, schickte ihn aber später wieder fort, als sie sich an seinem Lebenswandel störte.
Siehe auch: Haus Amboise

## Werke
- Complainte de la dame pasmée contre fortune, 1525, Bibl. nationale, n° 19738s.
- Chant royal, 1541, Recueil de poésies; Bibl. nationale. n° 2282 (18 Blätter).
- Les Dévotes Épistres, Éd. Yves Giraud, Fribourg, Éditions universitaires Fribourg, 2002 ISBN 978-2-8271-0923-4.
- Poésies, Éd. Catherine M Muller, Montréal, CERES, 2002 ISBN 978-0-919089-63-1.